# Campionato mondiale di hockey su ghiaccio Under-18
Il Campionato mondiale di hockey su ghiaccio Under-18 della IIHF si svolge dal 1999. Tale campionato è riservato ai giocatori al di sotto dei 18 anni d'età. Il torneo viene disputato solitamente nel mese di aprile ed è strutturato in maniera simile all'altro campionato del mondo giovanile maschile, il Mondiale U20. Fino al 1998 si era disputato a livello continentale il Campionato europeo di hockey su ghiaccio Under-18, soppresso dopo l'istituzione del mondiale.
Il torneo non prevede solitamente la presenza dei giocatori più forti del Nordamerica, poiché impegnati nei play-off con le formazioni giovanili o universitarie. Al 2015 la nazionale con più vittorie è quella degli Stati Uniti, con nove successi.

## Albo d'oro
| Anno | Oro                                              | Argento                                          | Bronzo                                           | Sede                                             | Nazione ospitante |
| ---- | ------------------------------------------------ | ------------------------------------------------ | ------------------------------------------------ | ------------------------------------------------ | ----------------- |
| 1999 | Finlandia                                        | Svezia                                           | Slovacchia                                       | Füssen e Kaufbeuren                              | Germania          |
| 2000 | Finlandia                                        | Russia                                           | Svezia                                           | Kloten e Weinfelden                              | Svizzera          |
| 2001 | Russia                                           | Svizzera                                         | Finlandia                                        | Heinola, Helsinki e Lahti                        | Finlandia         |
| 2002 | Stati Uniti                                      | Russia                                           | Rep. Ceca                                        | Piešťany e Trnava                                | Slovacchia        |
| 2003 | Canada                                           | Slovacchia                                       | Russia                                           | Jaroslavl'                                       | Russia            |
| 2004 | Russia                                           | Stati Uniti                                      | Rep. Ceca                                        | Minsk                                            | Bielorussia       |
| 2005 | Stati Uniti                                      | Canada                                           | Svezia                                           | České Budějovice e Plzeň                         | Rep. Ceca         |
| 2006 | Stati Uniti                                      | Finlandia                                        | Rep. Ceca                                        | Ängelholm e Halmstad                             | Svezia            |
| 2007 | Russia                                           | Stati Uniti                                      | Svezia                                           | Tampere e Rauma                                  | Finlandia         |
| 2008 | Canada                                           | Russia                                           | Stati Uniti                                      | Kazan'                                           | Russia            |
| 2009 | Stati Uniti                                      | Russia                                           | Finlandia                                        | Fargo e Moorhead                                 | Stati Uniti       |
| 2010 | Stati Uniti                                      | Svezia                                           | Finlandia                                        | Minsk e Babrujsk                                 | Bielorussia       |
| 2011 | Stati Uniti                                      | Svezia                                           | Russia                                           | Crimmitschau e Dresda                            | Germania          |
| 2012 | Stati Uniti                                      | Svezia                                           | Canada                                           | Brno e Znojmo                                    | Rep. Ceca         |
| 2013 | Canada                                           | Stati Uniti                                      | Finlandia                                        | Soči                                             | Russia            |
| 2014 | Stati Uniti                                      | Rep. Ceca                                        | Canada                                           | Lappeenranta e Imatra                            | Finlandia         |
| 2015 | Stati Uniti                                      | Finlandia                                        | Canada                                           | Zugo e Lucerna                                   | Svizzera          |
| 2016 | Finlandia                                        | Svezia                                           | Stati Uniti                                      | Grand Forks                                      | Stati Uniti       |
| 2017 | Stati Uniti                                      | Finlandia                                        | Russia                                           | Poprad e Spišská Nová Ves                        | Slovacchia        |
| 2018 | Finlandia                                        | Stati Uniti                                      | Svezia                                           | Čeljabinsk e Magnitogorsk                        | Russia            |
| 2019 | Svezia                                           | Russia                                           | Stati Uniti                                      | Örnsköldsvik e Umeå                              | Svezia            |
| 2020 | Competizione cancellata per la Pandemia COVID-19 | Competizione cancellata per la Pandemia COVID-19 | Competizione cancellata per la Pandemia COVID-19 | Competizione cancellata per la Pandemia COVID-19 |                   |
| 2021 | Canada                                           | Russia                                           | Svezia                                           | Frisco e Plano                                   | Stati Uniti       |
| 2022 | Svezia                                           | Stati Uniti                                      | Finlandia                                        | Landshut e Kaufbeuren                            | Germania          |
| 2023 |                                                  |                                                  |                                                  | Basilea e Porrentruy                             | Svizzera          |

### Medagliere

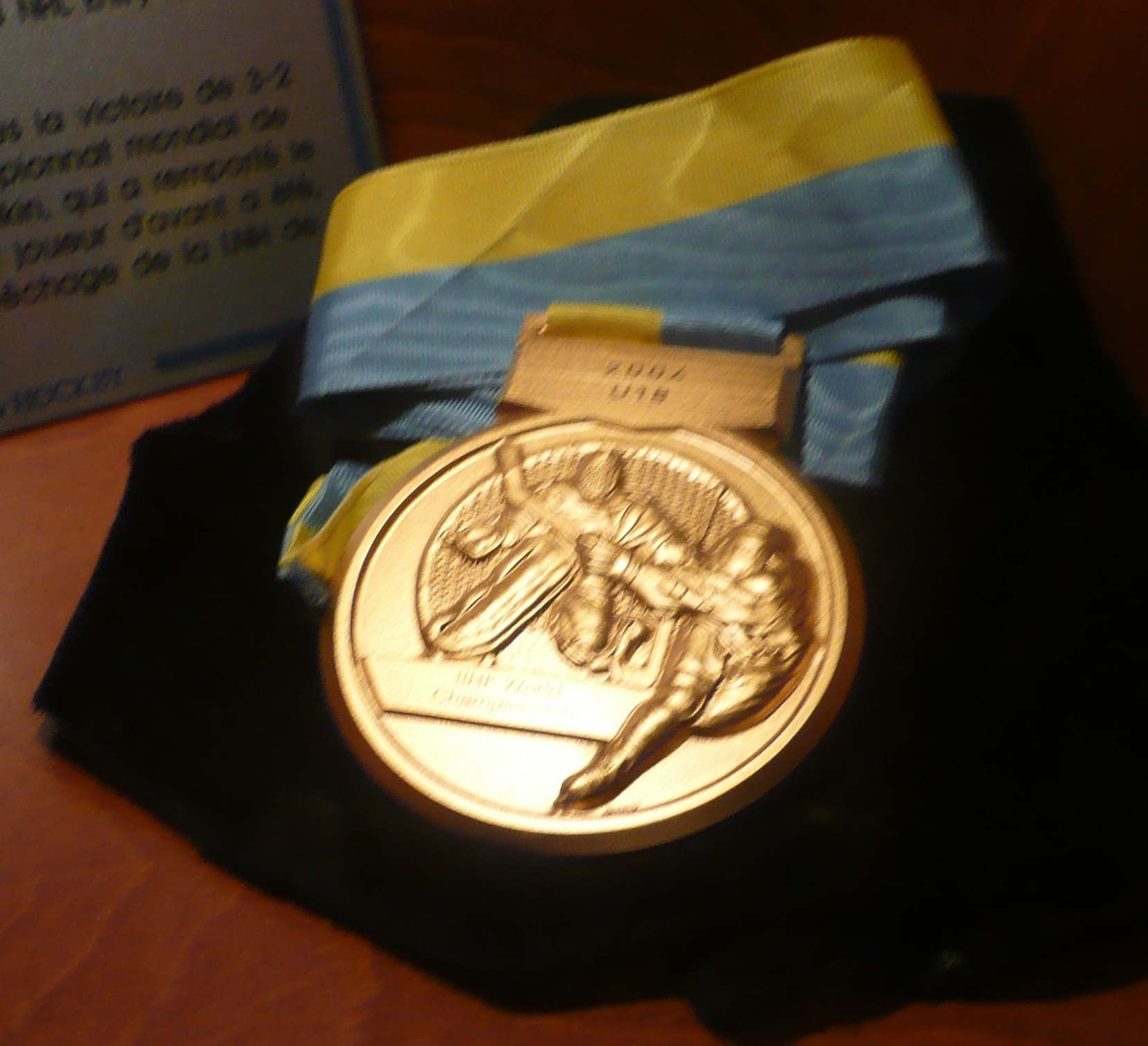
Medaglia d'oro 2004

| Stato       | Oro | Argento | Bronzo | Medaglie |
| ----------- | --- | ------- | ------ | -------- |
| Stati Uniti | 10  | 5       | 3      | 18       |
| Finlandia   | 4   | 3       | 5      | 12       |
| Canada      | 4   | 1       | 3      | 8        |
| Russia      | 3   | 6       | 3      | 12       |
| Svezia      | 2   | 5       | 5      | 12       |
| Rep. Ceca   | 0   | 1       | 3      | 4        |
| Slovacchia  | 0   | 1       | 1      | 2        |
| Svizzera    | 0   | 1       | 0      | 1        |